# Frans van Deursen
Frans van Deursen (Amsterdam, 31 oktober 1962) is een Nederlands acteur, zanger, schrijver en vertaler.

## Loopbaan
Als acteur debuteerde hij in 1974 bij de Nederlandse Opera Stichting, waarna een lange reeks rollen in toneelstukken en cabaretprogramma's volgde.
Landelijke bekendheid kreeg hij in 1990 met zijn rol van Frits in de comedy In de Vlaamsche pot. Voor zijn rol van de transseksueel Renée in de VPRO-serie Bed & Breakfast werd hij genomineerd voor het Gouden Beeld. Verder was hij veelvuldig te zien in diverse televisieseries, waaronder Baantjer, Voetbalvrouwen en De hoofdprijs. Ook was hij voor Koefnoen de vaste vertolker van Mark Rutte.

### Musicals
Van Deursen speelde grote rollen in musicals als Miss Saigon, Aida, Koning van Katoren (nominatie Musical Award), De scheepsjongens van Bontekoe (nominatie Musical Award), The Official Tribute to the Blues Brothers (met als tegenspeler Bob Fosko), Ciske de Rat, The Buddy Holly Story en De kleine blonde dood (nominatie Musical Award).

## Zang
Als zanger trad hij op in Frank Zappa's Joe's Garage (met Egon Kracht en The Troupe), Zing, vecht, huil, bid, lach, werk en bewonder, In de ban van Bannink en Play Woodstock met De Houdini's. In 2010 bracht hij zijn eerste cd uit getiteld Scherven van een leeggedronken nacht. Hij brengt daarop door hem in het Nederlands vertaalde teksten van Tom Waits ten gehore. In 2015 voltooide hij de cd De vogel in mijn borst, waarop hij de gedichten van Leo Vroman zingt, in 2020 bracht hij Motel Coyote uit.

## Teksten
Van Deursen schreef teksten voor zijn eigen programma's en voor Purper. Samen met Carina Meijdam schreef hij de toneelstukken De zaak Brecht en Het eeuwige lijden van de jonge Werther. Later schreef hij Satan, de duivel op de divan. Ook schreef hij het libretto voor de rockopera De verleiding van Harry Faust. Daarnaast componeerde hij de muziek voor diverse toneelvoorstellingen en voor de eerder genoemde rockopera. Hij maakte ook de vertalingen voor Soldaat van Oranje en De producers. Hij bewerkte Prokofjev's muzikale sprookje Peter en de Wolf tot Peter R. de Wolf, schreef en speelde voorstellingen voor de Parade, en vertaalde en bewerkte in 2024 Mozarts Zauberflöte. Hij is betrokken bij de productie van de musical  Willem van Oranje en speelt rollen in het nieuwe Medisch Centrum West en de serie Rust & Vreugd.
In 2025 kwam zijn vertaling van Shakespeare's sonnetten uit onder de titel Voor jou en jou alleen.

### Televisie
- In de Vlaamsche pot – Frits van Sweelinck-Aerdenhout
- Bed & Breakfast – Renée
- Baantjer – verschillende gastrollen in verschillende afleveringen
- Flodder – Arnold (afl. Rijles, 1998) (opgenomen in 1997)
- Met één been in het graf – Patrick Kamp
- Hartslag – ziekenhuismanager
- Voetbalvrouwen – Jokke (Voorzitter Heros)
- Dalziel & Pascoe – Jacob Keyser
- Koefnoen – diverse rollen
- HiHaHondenlul – diverse rollen
- Sinterklaasjournaal – burger van Roermond (2012)
- De hoofdprijs – Jaap Leenders
- Chez Nous – Onno
- Moordvrouw (2016)
- La famiglia – Joop
- Sinterklaasjournaal – directeur pretpark Pietenhuis Bennie van Gisteren / Pakjespiet (2016)
- Thuisfront – kolonel De Vries (2021)
- Medisch Centrum West (2024) - Kees Bakker (2024)
- Rust en Vreugd - Harm van Velsen (2025)

#### Stem
- Jellabies – stem (1999)
- Shadowhunters: The Mortal Instruments – Valentine Morgenstern
- Earthworm Jim – Superworm Jim
- George of the Jungle – Aap
- The Jetsons – Cosmo Spacely
- Montana Jones – Montana Jones
- Simsala Grimm – Yoyo
- De Legende van Korra – Tarrlok en Unalaq
- The Sliver Brumby – Storm
- Bobobo-bo Bo-bobo – Bo-bobo
- Timon & Pumbaa – Speedy
- The Silver Brumby – Storm
- Teacher's Pet – Pretty Boy
- Legende van Tarzan – Flynt

### Musicals
- Willeke, de Musical – Jake
- Miss Saigon – De regelaar (alternate)
- Rex – Pol
- De scheepsjongens van Bontekoe – Schele
- Aida – Zoser
- Koning van Katoren – tovenaar Pantaar e.a.
- Ciske de Rat – Vader Vrijmoeth
- The Official Tribute to the Blues Brothers – Elwood Blues
- The Buddy Holly Story – Hipockets Duncan
- De kleine blonde dood – Rainer

### Muziektheater
- Frank Zappa's Joe's Garage
- Zing, vecht, huil, bid, lach, werk en bewonder/Ode aan Ramses
- De verleiding van Harry Faust – Mephisto
- In de ban van Bannink
- De Bijlmeropera
- Die Fledermaus – Frosch
- De Judas Passion – Judas
- De Driestuiversopera – Tiger Brown
- Anibal & Astor – Astor Piazzolla
- Koninginnenacht
- Scherven van een leeggedronken nacht

### Films
- Shrek – Donkey (stem)
- Monsters en co. – De Verschrikkelijke Sneeuwman (stem)
- Monsters University – De Verschrikkelijke Sneeuwman en Art (stem)
- Robots – Ratchit (stem)
- The Incredibles – Buddy Pine / Syndrome (stem)
- Harry Potter en de Vuurbeker – Bartolomeus Krenck Jr. (stem)
- Underdog – Underdog (stem)
- The Wild - Nigel de koala (stem)
- Planes – El Chupacabra (stem)
- The Good Dinosaur – Pervis (stem)
- De leeuwenkoning 2 – Nuka (stem)
- George of the Jungle – George (stem)
- George of the Jungle 2 – George (stem)
- De prins van Egypte – Mozes (stem)
- Andre (stem)
- Flubber - Overige stemmen (stem)
- Inspector Gadget - Kramer (stem)
- G-Force - Overige stemmen (stem)
- Freddie as F.R.O.7 - Freddie (stem)
- Hercules - Hermes (stem)
- Pippi Langkous - Bloom (stem)
- Sahara - Serpent Eagle, Overige stemmen (stem)
- Haaibaai (stem)
- Ratchet & Clank - Chairman Derek (2016)

### Videospelen
- Uncharted: Drake's Fortune – Victor Sullivan (Sully)
- Uncharted 2: Among Thieves – Victor Sullivan (Sully)
- Uncharted 3: Drake's Deception – Victor Sullivan (Sully)
- Uncharted 4: A Thief's End – Victor Sullivan (Sully)
- Disney Infinity 3.0 – Buddy Pine / Syndrome